# Kholumolumo ellenbergerorum
Kholumolumo ellenbergerorum es la única especie conocida del género extinto Kholumolumo (en referencia a un tipo de dragón que el pueblo basuto asocia con los dinosaurios) de dinosaurio sauropodomorfo que vivió a finales del  período Triásico, hace aproximadamente 210 millones de años en la época del Noriense, en lo que es hoy África. Anteriormente conocido como "Kholumolumosaurus" o "Thotobolosaurus", sus restos se encontraron en Lesoto. Kholumolumo se  encontraba cercanamente relacionado con Sarahsaurus,  de la zona inferior de la Formación Elliot de Maphutseng, Lesoto. La especie tipo, Kholumolumo ellenbergerorum fue descrita formalmente en 2020.

## Descripción
Kholumolumo era un sauropodomorfo grande, que alcanzaría longitudes de más de 9 metros. Dado que la mayor parte del esqueleto de Kholumolumo es desconocido, su apariencia física y dieta son inferidas de lo que se sabe de sus parientes más cercanos. Muy posiblemente habría sido un herbívoro parecido a dinosaurios tales como Sarahsaurus. Esto lo habría convertido en uno de los animales más grandes conocidos del Noriense. Su peso se ha estimado a partir de la circunferencia del fémur. De haber sido bípedo, lo que los autores que describieron consideraron probable, se indica un peso de 1.754 kilogramos. Un animal cuadrúpedo podría haber pesado 3.963 kilogramos.
El holotipo muestra una combinación única de rasgos que en sí mismos no son únicos. La tibia es muy corta y robusta, su circunferencia mide el 53% de su longitud, en todos los demás Sauropodomorpha no saurópodos conocidos, esta relación es inferior a 0,49, con la excepción de Antetonitrus y Blikanasaurus. El eje de la tibia se estrecha hacia abajo, ambos vistos desde el interior como se ve desde el exterior. El eje de la tibia tiene un borde delantero y trasero recto, diferente del de Antetonitrus.

## Descubrimiento e investigación
En 1930, Samuel Motsoane, director de la Escuela de Misión Evangélica de París en Bethesda en Lesoto, encontró huesos de dinosaurios dispersos. En 1955, le contó esto al misionero protestante Paul Ellenberger. En septiembre de 1955, P. Ellenberger y su hermano François Ellenberger descubrieron un lecho de huesos en las inmediaciones de un montón de basura a pocos metros de chozas nativas en la aldea de Maphutseng, en el oeste de Lesoto, en una capa de la Formación Elliot.  La ubicación se llamaba localmente Thotobolo ea 'Ma-Beata, el "montón de basura de la madre de Beata". En noviembre de 1955, fueron reforzados por los paleontólogos sudafricanos Alfred Walter Crompton y Rosalie F. "Griff" Ewer. En 1955, el descubrimiento se informó en la literatura científica. Las excavaciones continuaron desde febrero de 1956 en adelante y al final de la segunda temporada de campo, el número de piezas había aumentado a 683, recogidas de una superficie de treinta y cinco metros cuadrados. Los hermanos Ellenberger describieron brevemente el holotipo en 1956. Él denominó originalmente a este fósil "Thotobolosaurus", el cual significa "lagarto del pozo de basura", en referencia al lugar en que se halló el holotipo. Ellenberger acuñó el nombre de especie "Thotobolosaurus mabeatae" en 1970. El nombre "Thotobolosaurus" viene del sesotho surafricano, de thotobolo que significa pozo de la basura, y " T. mabeatae" se le da debido a una de una mujer mayor y de un residente local de la aldea cuyo nombre era Mabeata, del sesotho, que significa "madre de Beata", que vivía junto al lugar donde se encontró. Mabeatae es un nombre propio femenino en el caso de genitivo latino. Los restos conocidos fueron excavados entre 1955 a 1970, cuando muchos de los fósiles fue descritos informalmente. En 1957, los fósiles fueron transportados al Museo Sudafricano de Ciudad del Cabo . Los retrasos en su preparación causaron una grieta entre Crompton y los Ellenberger.
En 1959, P. Ellenberger, F. Ellenberger y la esposa de este último, Hélène, continuaron las excavaciones en cooperación con un equipo francés del Museo Nacional de Historia Natural de París, incluidos Léonard Ginsburg y Jean Fabre. Se recogieron más de doscientas piezas adicionales. En 1960, se informaron ocho huellas de dinosaurios, descubiertas en una superficie de setenta metros cuadrados. Tres pistas individuales fueron transportadas a la Universidad de Montpellier pero actualmente se encuentran perdidas. En 1963, Paul Ellenberger, Ginsburg, Fabre y Christiane Mendrez realizaron excavaciones adicionales. En 1966, François Ellenberger y Ginsburg describieron por primera vez los huesos en detalle y los remitieron a Euskelosaurus browni 
En septiembre de 1970, las últimas excavaciones ocurrieron por Paul Ellenberger, Ginsburg, Fabre y Bernard Battail. Al igual que en 1959, los fósiles fueron enviados a París, con lo que el total allí fue de aproximadamente cuatrocientos piezas. Al concluir que representaba un taxón nuevo para la ciencia, Paul Ellenberger se refirió al principio como "Thotobolosaurus", que significa "lagarto de basura", en referencia al lugar donde se descubrió el holotipo. Ellenberger en una redescripción del material sugirió el nombre de la especie "Thotobolosaurus mabeatae" en 1970.  Sin embargo, este nombre no era válido.
En 1996, la especie fue brevemente referida como "Kholumolumosaurus ellenbergerorum" en la disertación sin publicar de François-Xavier Gauffre,
En 2020, la especie Kholumolumo ellenbergerorum, una forma abreviada de uno de los nombres originales, fue nombrada formalmente por Claire Peyre de Fabrègues y Ronan Allain. El nombre genérico es kholumolumo o xodumodumo, un reptil gigantesco, a veces descrito como un dragón, lagarto o cocodrilo, de la mitología de los Sotho. Los basotho usan esta palabra para referirse a los dinosaurios. El nombre específico honra a la familia Ellenberger.
El holotipo, MNHN.F.LES381m, se encontró en una capa de la Formación Elliot Inferior que data del Noriense. Consiste en una tibia derecha completa. Varios otros huesos en el material de París fueron designados como paratipos. Todo el material sauropodomorfo adicional de Maphutseng, ya sea en Francia o en Sudáfrica, se remitió a la especie. Solo se encontraron huesos desarticulados, incluido un pequeño material de cráneo. Representan al menos cinco, probablemente diez, individuos.

## Clasificación
Kholumolumo fue clasificado como una forma relativamente basal dentro de los Sauropodomorpha de acuerdo con el estudio de Fabrègues & Allain, 2020, y también basal en el clado de los Massopoda, siendo el género hermano de Sarahsaurus de Estados Unidos. Estos dos taxones en conjunto forman una agrupación con el género chino Xingxiulong. Estas relaciones podrían explicarse suponiendo que este clado estaba experimentando una radiación evolutiva entre las épocas del Noriense al Pliensbachiense. Sin embargo, los autores señalaron que estos resultados aún son muy inciertos porque el material no muestra demasiados detalles anatómicos.